# Ophiderpeton
Ophiderpeton je rodem vymřelého lepospondylního obojživelníka, který žil v karbonském období mladších prvohor (asi před 311-306 miliony let). Jeho tělo bylo silně protáhlé, obratlů bylo nadměrné množství (230). Délka těla se pohybovala kolem 70 cm. Žil pravděpodobně zahrabán v zemi, kterou prohrabával a lovil hmyz a jiné drobné členovce.
Ophiderpeton byl objeven ve státě Ohio (USA) a také v České republice. Nález z českého území popsal Antonín Frič v roce 1879.